# Distretto di Amasya
Il distretto di Amasya (in turco Amasya ilçesi) è uno dei distretti della provincia di Amasya, in Turchia.